# Squeezie
Lucas Hauchard (sinh ngày 27 tháng 1 năm 1996), thường được biết đến với tên YouTube là Squeezie, là một YouTuber và nhân vật Internet người Pháp. Anh là người chơi trò chơi nổi tiếng nhất trên YouTube với hơn 11 triệu lượt đăng ký và 5 tỷ lượt xem. Anh chuyên về việc bình luận Let's Play và vlog trên YouTube. Squeezie cũng hợp tác với YouTuber Cyprien Iov trong kênh  CyprienGaming , một kênh có hơn 4 triệu lượt đăng ký, tính đến Tháng 3 năm 2017.